# Hướng dẫn về Dược lý học
Hướng dẫn về Dược lý học IUPHAR/BPS là một trang mạng mở tự do truy cập, hoạt động như một cổng thông tin về các chỉ tiêu sinh học của thuốc được cấp phép và các phân tử nhỏ khác. Hướng dẫn về Dược lý học được phát triển như là một liên doanh giữa Liên hiệp Quốc tế về Dược lý học cơ bản và lâm sàng (IUPHAR) và Hội Dược lý Anh (BPS), thay thế và mở rộng thêm cơ sở dữ liệu IUPHAR. Hướng dẫn về Dược lý học có mục đích cung cấp một cái nhìn tổng quan ngắn gọn của tất cả các danh pháp dược lý học, tất cả các thành viên của các cộng đồng khoa học và lâm sàng và công chúng quan tâm đều có quyền truy cập, với các liên kết để biết thêm thông tin chi tiết về một tập hợp lựa chọn các danh pháp. Các thông tin đặc trưng trên Hướng dẫn về Dược lý học bao gồm dữ liệu dược lý, danh pháp và danh pháp gen, và thông tin hóa học điều trị cho các phối tử. Nó cũng bao gồm tổng quan và bình luận về từng gia đình danh pháp, với các liên kết đến tài liệu tham khảo quan trọng từ lĩnh vực này.